# Hugo Alejandro Pineda Vargas
Hugo Alejandro Pineda Vargas (Tampico, 10 maggio 1962) è un ex calciatore messicano, di ruolo portiere.

## Palmarès

### Club

#### Competizioni nazionali
- Campionato messicano: 1

América: Verano 2002

#### Competizioni internazionali
- CONCACAF Giants Cup: 1

América: 2001